# Johann O’Byrn
Johann Nepomuk Maria O’Byrn (* 2. Januar 1829 in Dresden; † 23. Juli 1909 ebenda) war ein sächsischer Generalleutnant und Stadtkommandant von Dresden.

## Leben

### Herkunft
O’Byrn entstammte einer ursprünglich irischen Uradelsfamilie. Sein Vorfahre Johann Jakob O’Byrn, wanderte im Zuge des fehlgeschlagenen Jakobitenaufstand von 1715 in das Kurfürstentum Sachsen aus, wo er es zum Generalmajor brachte. Dessen Enkel war der Obersthofmeister der sächsischen Königin Amalie und Johanns Vater. Johann selbst hatte noch einen Bruder, Alfred, welcher 1858 nach Brasilien auswanderte.

### Militärkarriere
O’Byrn trat 1843 in das Kadettenkorps der Sächsischen Armee ein und avancierte nach langjähriger Erziehung 1848 zum Fähnrich im 3. Linien-Regiment „Prinz Georg“. 1849 wurde er zum Sekondeleutnant im Leib-Infanterie-Regiment befördert und nahm mit diesem Verband am Krieg gegen Dänemark teil, wofür er 1850 zum Premierleutnant befördert wurde. Er wurde nach Kriegsende als Wirtschaftsoffizier in den Kadettenkorps versetzt, wo er 1863 zum Hauptmann avancierte. O’Byrn nahm in dieser Eigenschaft 1866 am Krieg gegen Preußen teil und fungierte als stellvertretender Kommandeur des Kadettenkorps und der Artillerieschule. Er führte seine Kadetten nach Österreich und wurde nach diesem Konflikt 1867 zum Chef der 4. Kompanie im 1. (Leib-)Grenadier-Regiment Nr. 100 ernannt. Nach Beförderung zum Major im Jahre 1869 erfolgte seine Versetzung in das 2. Grenadier-Regiment „König Wilhelm von Preußen“ Nr. 101. O’Byrn wurde 1870 zum Bataillonskommandeur im 3. Infanterie-Regiment „Kronprinz“ Nr. 102 ernannt und nahm in dieser Eigenschaft am Krieg gegen Frankreich teil, wo er während der Schlacht von Sedan schwer verwundet wurde. Er wurde für seine Verdienste im Krieg mit dem Eisernen Kreuz II. Klasse und dem Ritterkreuz des Militär-St.-Heinrichs-Ordens ausgezeichnet. Nach erfolgreicher Rückkehr wurde O’Byrn 1873 zum Oberstleutnant und 1875 zum Oberst und Kommandeur des 2. Grenadier-Regiment „Kaiser Wilhelm, König von Preußen“ Nr. 101 befördert.
O’Byrn wurde nach Beförderung zum Generalmajor am 26. Juni 1883 zum Kommandeur der 3. Infanterie-Brigade Nr. 47 ernannt. Nach Beförderung zum Generalleutnant im Jahre 1887 wurde er Stadtkommandant von Dresden und am 11. März 1890 schließlich zur Disposition und à la suite des 2. Grenadier-Regiments Nr. 101 gestellt.

### Familie
O’Byrn heiratete am 22. April 1863 auf der Festung Königstein Johanna Maria von Treitschke, Tochter des sächsischen Generalleutnants Eduard Heinrich von Treitschke und Schwester des antisemitischen Historikers Heinrich von Treitschke. Aus der Ehe entstanden zwei Söhne, nämlich den späteren Generalmajor Georg O’Byrn und den Landgerichtsrat Johann Jakob O’Byrn.